# Дегтярьов Микола Якович
Микола Якович Дегтярьов (нар. 20 травня 1927, Маріуполь, УРСР — пом. 15 грудня 1995, Донецьк, Україна) — радянський український футболіст, захисник, відомий виступами за сталінський «Шахтар».

## Життєпис
Дегтярьов народився в Маріуполі, де й розпочав футбольну кар'єру, його першим клубом стала місцева «Сталь». У 1947 році він перейшов в інший маріупольський клуб, «Дзержинець», де провів три сезони. У 1949 році Дегтярьов перейшов у сталінський «Шахтар», з яким дебютував у вищій лізі СРСР і де провів всю подальшу кар'єру. У наступному році він потрапив до списку 33 найкращих футболістів сезону в СРСР. Роком пізніше «Шахтар» посів передостаннє місце в чемпіонаті і був понижений у класі. У другому дивізіоні Дегтярьов грав два роки, і в 1955 році «Шахтар» повернувся в еліту. Після цього сезону футболіст завершив кар'єру. Загалом провів за «Шахтар» 131 матч в чемпіонаті і ще 21 матч у кубку.
Дегтярьов помер 15 грудня 1995 року в Донецьку.